# Grabonoški Vrh
Grabonoški Vrh – wieś w Słowenii, w gminie Cerkvenjak. W 2018 roku liczyła 85 mieszkańców.